# Vertrag von Dover
Der Geheimvertrag von Dover war ein am 1. Juni 1670 geschlossenes Abkommen zwischen Karl II., König von England, und dem französischen König Ludwig XIV., der eine Allianz der beiden Länder gegen die Vereinigten Niederlande und die Konversion Karls II. zum Katholizismus vorsah. Frankreich versprach die Zahlung von 2.000.000 livres jährlich und eine militärische Truppe von 6.000 Mann, um Karl II. gegen innere Aufstände zu unterstützen. Obwohl der englische König offiziell nie konvertierte, schwächte der Vertrag die politische Stellung des Protestantismus in England erheblich, konnte jedoch wegen starker Widerstände vor allem im Adel nicht seine volle Wirkung entfalten. Der Geheimvertrag war eine Grundvoraussetzung für den Beginn des Holländischen Krieges, in dem England und Frankreich 1672 gemeinsam die Vereinigten Niederlande angriffen.